# Corticaria ovipennis
Corticaria ovipennis is een keversoort uit de familie schimmelkevers (Latridiidae). De wetenschappelijke naam van de soort werd in 1887 gepubliceerd door Edmund Reitter.